# Sabrina Rauch
Pour les articles homonymes, voir Rauch.
Sabrina Rauch, née le 10 octobre 1984 à Créteil, est une actrice, chanteuse, cabarettiste et présentatrice télé française.

## Biographie
Née dans une famille d'origine alsacienne, Sabrina Rauch se forme au Théâtre Jeune Public de Strasbourg, puis au Conservatoire d'art dramatique et intègre la troupe d'improvisation théâtrale de Strasbourg, la Lolita, vivier où elle rencontrera nombre de ses futurs collègues. Puis elle se rend à Paris, suivre le Cursus Meisner du cours Peyran-Lacroix.
Elle se forme par ailleurs à la musique, au chant et à la danse.
En 2008, Sabrina rejoint la troupe du cabaret-théâtre de la Choucrouterie avec laquelle elle joue, six mois par an, la revue satirique pour laquelle elle écrit plusieurs sketches.
Côté musique, elle se produit au sein de plusieurs groupes, comédies musicales, et joue à l'Olympia, au Trianon et au Grand Rex,
En 2009, elle est invitée sur l'album À la récré (un livre-disque de chansons pour enfants) du groupe strasbourgeois Weepers Circus, avec Frédérique Bel, Juliette, Olivia Ruiz entre autres .
Elle fait également du doublage et des voix pour la télévision et le cinéma.
Elle est végétarienne

## Doublage

### Cinéma
- 2011 : Au bistro du coin de Charles Nemes (voix alsacienne d'Hélène Seuzaret)[7]

### Télévision
- 2012 : La Prof (Die Lehrerin), téléfilm allemand, Arte (voix française)
- Depuis 2003 : voix pour Arte, commentaires, voice-overs ou doublages

## Filmographie
- 2008 : Dans la ville de Sylvia de José Luis Guerín

## Théâtre
- 2008-2015: Revue satirique et humoristique du théâtre de la Choucrouterie
- 2007 : Richard III de Shakespeare, Cie La Mesnie H
- 2006 : Les Noces de Figaro de Beaumarchais, Cie La Mesnie H
- 2002-2006 : Ligue d'improvisation théâtrale Lolita

## Musique/Discographie
- 2013 : Les inédits hors du monde (EP numérique) du groupe strasbourgeois Weepers Circus
- 2009 : À la récré (un livre-disque de chansons pour enfants) du groupe strasbourgeois Weepers Circus
- 2007 : La Belle Verte, album-projet du groupe Karavan Orchestra. Cet album studio est un album à volonté écologique : la  pochette et le livret ont été conçus en matériaux recyclés et non toxiques[8].
- de 2003 à 2008 avec Karavan Orchestra